# Volvo B6M
Volvo B6M — автобусное шасси со среднемоторной компоновкой, выпускаемое шведским автопроизводителем Volvo Bussar в период с 1976 по 1987 год, параллельно с базовой моделью Volvo B6F. Значительная часть автобусов поставлялась в Австралию.